# Aleochara tahoensis
Aleochara tahoensis är en skalbaggsart som beskrevs av Thomas Casey 1906. Aleochara tahoensis ingår i släktet Aleochara och familjen kortvingar. Inga underarter finns listade i Catalogue of Life.